# Скрученный дважды отсечённый ромбоикосододекаэдр
Скру́ченный два́жды отсечённый ромбоикосододека́эдр — один из многогранников Джонсона (J82, по Залгаллеру — М14+М6).
Составлен из 42 граней: 10 правильных треугольников, 20 квадратов, 10 правильных пятиугольников и 2 правильных десятиугольников. Каждая десятиугольная грань окружена пятью пятиугольными и пятью квадратными; среди пятиугольных граней 2 окружены двумя десятиугольными и тремя квадратными, 2 — десятиугольной и четырьмя квадратными, 4 — десятиугольной, тремя квадратными и треугольной, 1 — пятью квадратными, 1 — четырьмя квадратными и треугольной; среди квадратных граней 1 окружена двумя десятиугольными и двумя пятиугольными, 2 — десятиугольной, двумя пятиугольными и квадратной, 6 — десятиугольной, двумя пятиугольными и треугольной, 3 — двумя пятиугольными, квадратной и треугольной, 3 — двумя пятиугольными и двумя треугольными, остальные 5 — пятиугольной, квадратной и двумя треугольными; среди треугольных граней 5 окружены пятиугольной и двумя квадратными, другие 5 — тремя квадратными.
Имеет 90 рёбер одинаковой длины. 10 рёбер располагаются между десятиугольной и пятиугольной гранями, 10 рёбер — между десятиугольной и квадратной, 35 рёбер — между пятиугольной и квадратной, 5 рёбер — между пятиугольной и треугольной, 5 рёбер — между двумя квадратными, остальные 25 — между квадратной и треугольной.
У скрученного дважды отсечённого ромбоикосододекаэдра 50 вершин. В 20 вершинах сходятся десятиугольная, пятиугольная и квадратная грани; в 30 вершинах сходятся пятиугольная, две квадратных и треугольная грани.
Скрученный дважды отсечённый ромбоикосододекаэдр можно получить из ромбоикосододекаэдра, выбрав в нём три части — любые три попарно не пересекающихся пятискатных купола (J5), — и повернув один из них на 36° вокруг его оси симметрии, а два других удалив. Описанная и полувписанная сферы полученного многогранника совпадают с описанной и полувписанной сферами исходного ромбоикосододекаэдра.
Скрученный дважды отсечённый ромбоикосододекаэдр — один из четырёх наименее симметричных многогранников Джонсона (наряду с J78, J79 и J87): его группа симметрии Cs состоит из тождественного преобразования и одной зеркальной симметрии.

## Метрические характеристики
Если скрученный дважды отсечённый ромбоикосододекаэдр имеет ребро длины {\displaystyle a}, его площадь поверхности и объём выражаются как
{\displaystyle S={\frac {5}{2}}\left(8+{\sqrt {3}}+\left(2+{\sqrt {5}}\right){\sqrt {5+2{\sqrt {5}}}}\right)a^{2}\approx 56{,}9233187a^{2},}
{\displaystyle V={\frac {5}{3}}\left(11+5{\sqrt {5}}\right)a^{3}\approx 36{,}9672331a^{3}.}
Радиус описанной сферы (проходящей через все вершины многогранника) при этом будет равен
{\displaystyle R={\frac {1}{2}}{\sqrt {11+4{\sqrt {5}}}}\;a\approx 2{,}2329505a;}
радиус полувписанной сферы (касающейся всех рёбер в их серединах) —
{\displaystyle \rho ={\frac {1}{2}}{\sqrt {10+4{\sqrt {5}}}}\;a\approx 2{,}1762509a.}